# Amtsgericht Horb am Neckar

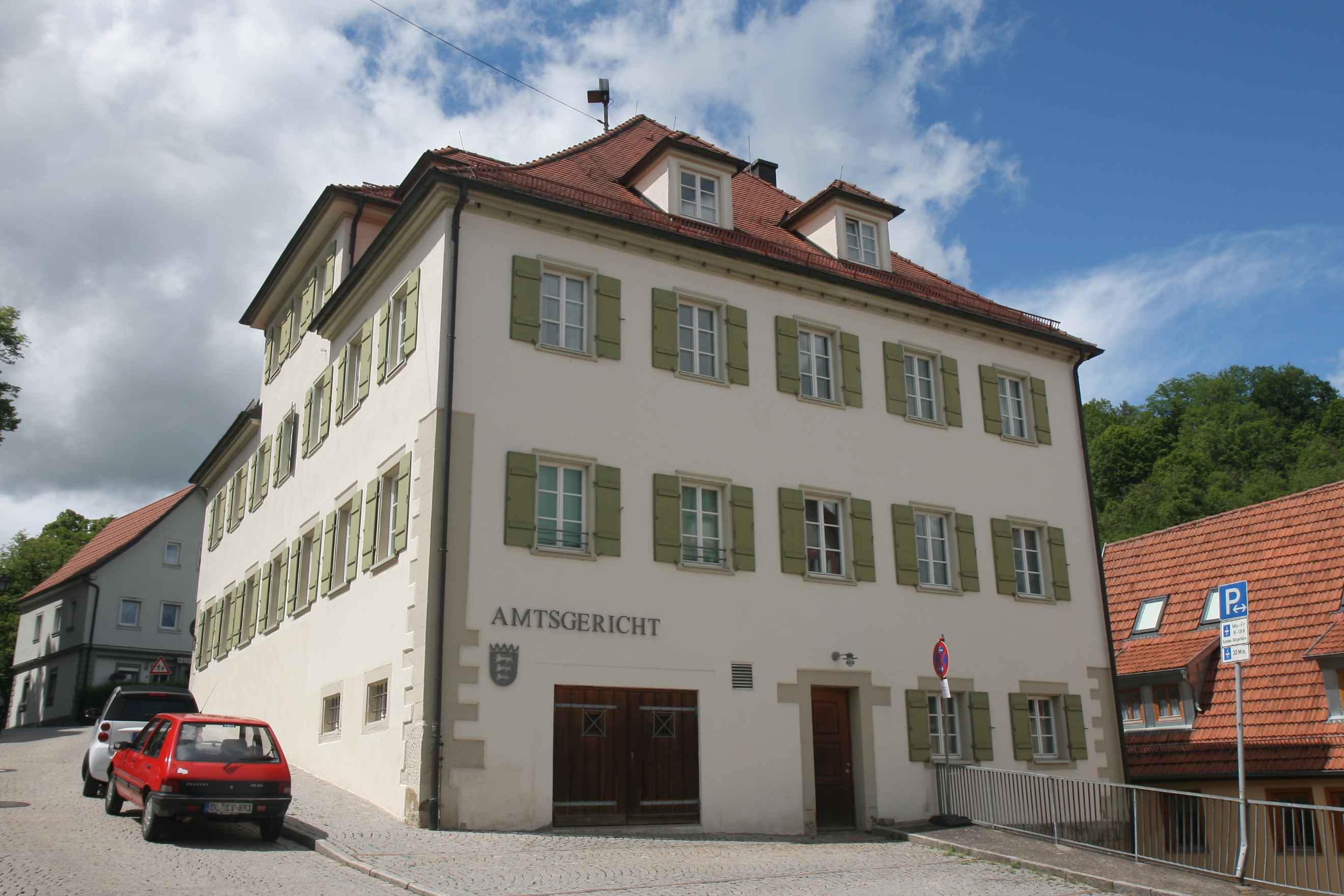
Gerichtsgebäude

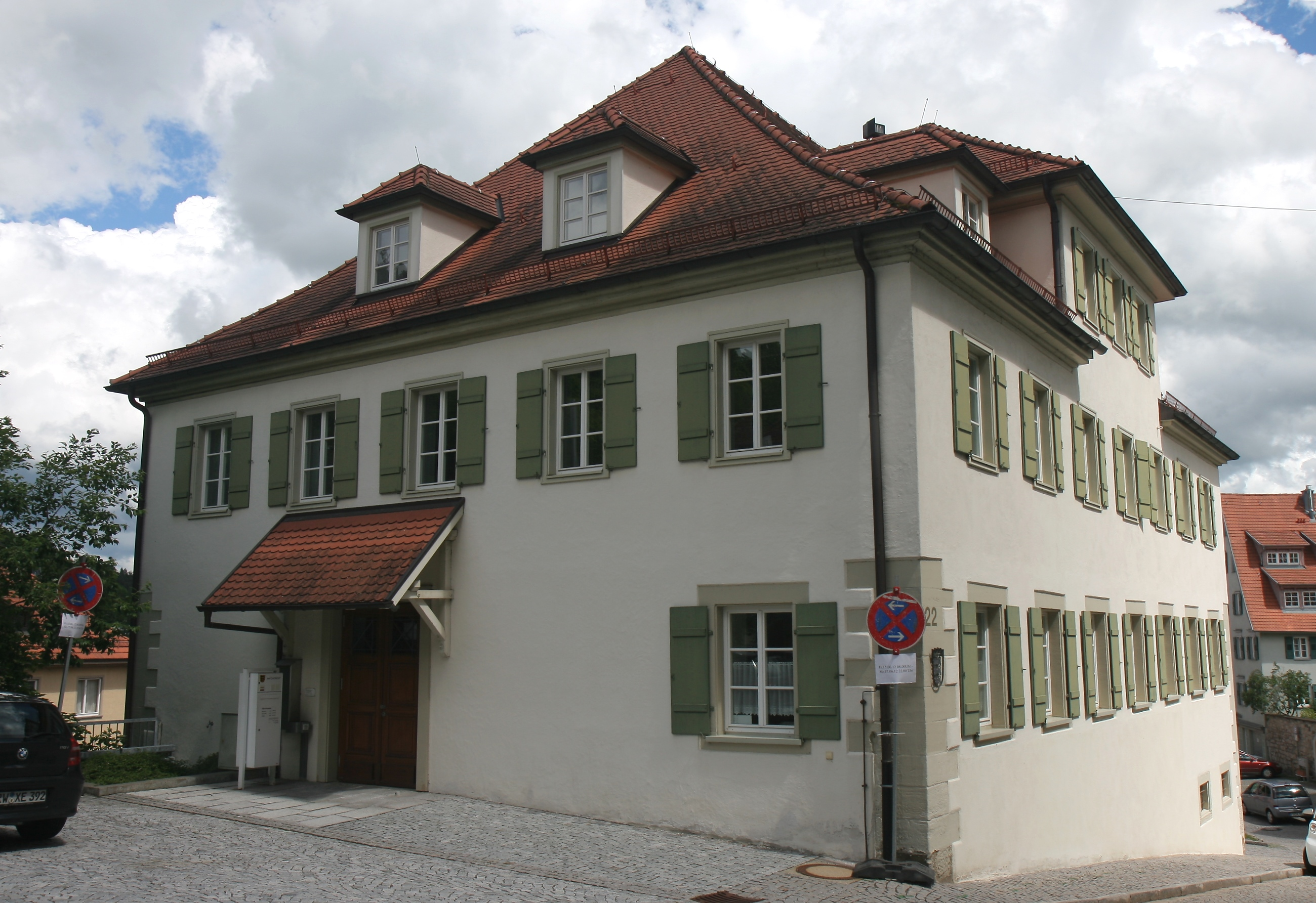
Gerichtsgebäude

Das Amtsgericht Horb am Neckar ist ein Gericht der ordentlichen Gerichtsbarkeit und eines von sechs Amtsgerichten (AG) im Bezirk des Landgerichts Rottweil.

## Gerichtssitz und -bezirk
Sitz des Gerichts ist die Große Kreisstadt Horb am Neckar im Nordschwarzwald. Der 257 km² große Gerichtsbezirk erstreckt sich auf das Gebiet der Gemeinden Dornstetten, Empfingen, Eutingen im Gäu, Glatten, Horb a. N., Schopfloch und Waldachtal. In ihm leben fast 54.000 Menschen.
Die Zwangsversteigerungs- und Zwangsverwaltungsverfahren sowie die Familiensachen aus dem Bezirk des AG Horb sind dem Amtsgericht Freudenstadt übertragen. Die Aufgaben des Insolvenzgerichts nimmt das Amtsgericht Rottweil wahr. Registergericht ist das Amtsgericht Stuttgart, das als Zentrales Mahngericht auch die Mahnverfahren bearbeitet.

## Gebäude
Das Gericht ist gegenüber der Stiftskirche im Gebäude Marktplatz 22 untergebracht.

## Übergeordnete Gerichte
Dem Amtsgericht Horb ist das Landgericht Rottweil unmittelbar übergeordnet. Zuständiges Oberlandesgericht ist das Oberlandesgericht Stuttgart.